# Canet (Aude)
Canet település Franciaországban, Aude megyében. Lakosainak száma 1853 fő (2022. január 1.). Canet Cruscades, Lézignan-Corbières, Paraza, Raissac-d’Aude, Roubia, Ventenac-en-Minervois és Villedaigne községekkel határos.

## Népesség
A település népességének változása:
| Lakosok száma | 1030 | 837  | 939  | 1203 | 1631 | 1709 | 1778 | 1826 | 1832 | 1853 |
|               | 1968 | 1982 | 1990 | 2006 | 2013 | 2015 | 2017 | 2019 | 2020 | 2022 |